# 보르쿠주

보르쿠주

보르쿠주(프랑스어: Région du Borkou, 아랍어: منطقة بوركو)는 차드 북부에 위치한 주로, 주도는 파야라르고이며 2개 현(보르쿠현, 보르쿠얄라현)을 관할한다. 2008년 보르쿠엔네디티베스티주에서 분리되어 신설되었다.